# 賽維亞勝利女神
賽維亞勝利女神是一個雕像，暱稱為 Giraldillo，它因為被放在賽維亞的希拉達塔上面而得名。真正的名字應該是勝利女神，也有人錯誤的稱呼它為“神聖的花娜”。文學家賽凡提司曾經描述它為“...賽維亞的巨人，用銅製成，如此勇敢而強壯”。

## 歷史
由 Bartholomew Morel 在 1566 到 1568 年間由銅製成，可能是文藝復興時代最大的一件銅雕像。
在 1997 年，原作品被  José Antonio Marquez 跟 Francisco Parra 製作的複製品取代了，修復原作花費了六十萬歐元。
雕像高度超過 3.5 公尺，重量有 128 公斤，用作指引風向，並且代表了基督教對回教的勝利。
在古巴也有一個叫做Giraldilla的雕像，由Jerome Gonzalez在1632年鑄造，被安置在哈瓦那"castle de la Real Fuerza"的鐘樓上。古巴的那個雕像代表的是 Giraldila Isabel de Bobadilla，埃尔南多·德·索托的妻子。埃尔南多·德·索托發現了佛羅里達並且是古巴的第一任總督。

## 軼事
這個雕像被選為 1999 年賽維亞世界運動會的形象。
也被選為賽維亞佛朗明哥雙年展獎盃的形象。賽維亞現代歐洲影展的獎盃形象也是它。

## 外部連結
希拉達塔